# Triple saut en Coupe d'Europe des nations d'athlétisme
Résultat en triple saut lors des Coupes d'Europe des nations d'athlétisme.

## Hommes
| Année | Vainqueur          | Pays        | Distance |
| ----- | ------------------ | ----------- | -------- |
| 2008  | Phillips Idowu     | Royaume-Uni | 17,46 m  |
| 2007  | Aleksandr Petrenko | Russie      | 17,29 m  |
| 2006  | Fabrizio Donato    | Italie      | 16,99 m  |
| 2005  | Charles Friedek    | Allemagne   | 17,20 m  |
| 2004  | Christian Olsson   | Suède       | 17,30 m  |
| 2003  |                    |             |          |
| 2002  |                    |             |          |
| 2001  | Jonathan Edwards   | Royaume-Uni | 17,26 m  |
| 2000  | Larry Achike       | Royaume-Uni | 17,31 m  |
| 1999  | Denis Kapustin     | Russie      | 17,40 m  |
| 1998  | Jonathan Edwards   | Royaume-Uni | 17,29 m  |
| 1997  |                    |             |          |
| 1996  |                    |             |          |
| 1995  | Jonathan Edwards   | Royaume-Uni | 18,43 m  |
| 1985  | Khristo Markov     | Bulgarie    | 17,77 m  |

## Femmes
| Année | Vainqueur            | Pays     | Distance |
| ----- | -------------------- | -------- | -------- |
| 2008  | Olha Saladuha        | Ukraine  | 14,73 m  |
| 2007  | Teresa Nzola Meso Ba | France   | 14,69 m  |
| 2006  | Olha Saladuha        | Ukraine  | 14,37 m  |
| 2005  | Anna Pyatykh         | Russie   | 14,72 m  |
| 2004  | Anna Pyatykh         | Russie   | 14,85 m  |
| 2003  | Anna Pyatykh         | Russie   | 14,79 m  |
| 2002  | Anna Pyatykh         | Russie   |          |
| 2001  | Tatyana Lebedeva     | Russie   | 14,89 m  |
| 2000  | Tatyana Lebedeva     | Russie   | 14,98 m  |
| 1999  | Cristina Nicolau     | Roumanie | 14,61 m  |
| 1998  | Fiona May            | Italie   | 14,65 m  |
| 1997  |                      |          |          |
| 1996  |                      |          |          |
| 1995  |                      |          |          |